# Monica Droste

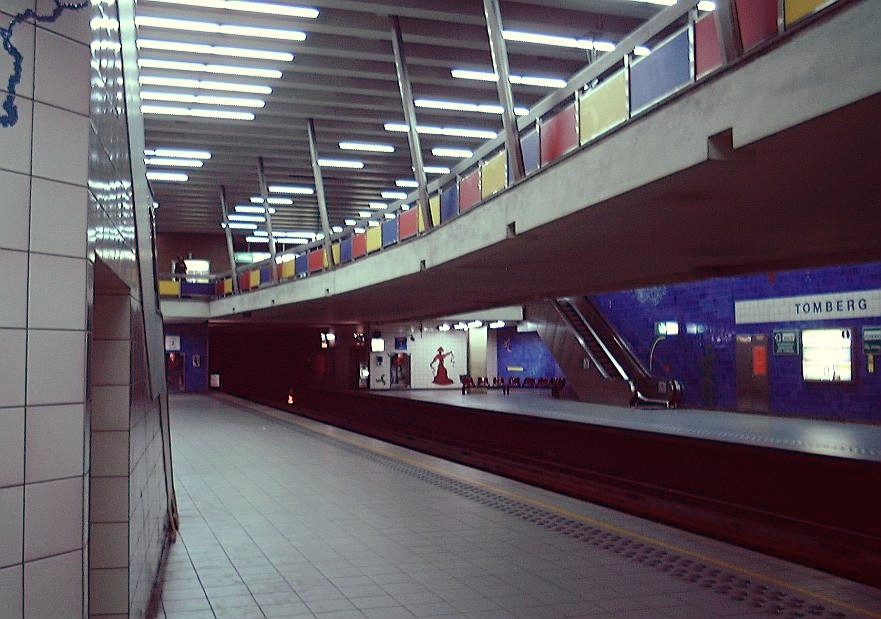
Metrostation Tomberg

Monica Droste (Warschau, 1958 - Antwerpen, 11 november 1998) was een Belgisch beeldend kunstenaar. Zij maakte abstracte sculpturen en installaties.
Zij is in Polen geboren en opgegroeid en omstreeks 1977 naar België gekomen waar zij studeerde op de kunstopleiding École nationale supérieure des arts visuels (La Cambre).
Sinds 1986 werkte zij samen met Guy Rombouts, met wie zij ook trouwde. Samen ontwikkelden zij het Azart-alfabet. In de jaren dat zij samen waren, ontwierpen zij vooral werken die op Azart gebaseerd waren, zoals de Letterbruggen op het Java-eiland in Amsterdam (1994), sculpturen in de middenberm van de Koning Albert II-laan in Brussel (Noordruimte) (1997) en lijnen en figuren op de wanden van het Brusselse metrostation Tomberg (1998).
In de periode december 1998 tot maart 1999 was er een tentoonstelling Rombouts & Droste in het Museum van Hedendaagse Kunst Antwerpen (M HKA) over de visuele poëzie van hun beeldend alfabet. In de maand voor de opening kwam Droste te overlijden. Rombouts besloot de expositie niet af te gelasten, maar er een eerbetoon voor zijn echtgenote van te maken.